# 佩维斯·埃利森
佩维斯·埃利森（英語：Pervis Ellison，1967年4月3日—），美国前职业篮球运动员，场上位置中锋或大前锋。
埃里森在大一时就曾带领路易斯维尔大学获得NCAA总冠军，获得了“永不紧张的佩维斯”（Never Nervous Pervis）这一昵称。在1989年NBA选秀中，埃里森在第一轮第一顺位被萨克拉门托国王队选中，但是由于伤病，他错过了新秀赛季的大部分比赛。一年之后，他被交换去了华盛顿子弹队，在那里他夺下了NBA进步最快球员，赛季每场平均能拿到近20分，11.4个篮板球和2.64个盖帽。
但是持续不断的伤病最终毁了他的职业生涯，1994年他加盟了波士顿凯尔特人队，但是在5个赛季中他仅出战了69场，2000年他投奔西雅图超音速队，但是在效力9场后即宣布退役。